# Real Club Deportivo Mallorca 2021-2022
Questa voce raccoglie le informazioni riguardanti il Real Club Deportivo Mallorca nelle competizioni ufficiali della stagione 2021-2022.

## Stagione
Questa è la 88ª stagione competitiva nella storia del Maiorca e la 29ª nella massima serie spagnola. La stagione 2021-2022 di campionato riaccoglie la squadra balearica risalita per via diretta (ovverosia senza dover competere nei play-off promozione della stagione trascorsa) dal torneo cadetto, nel quale era retrocessa alla fine della stagione 2019-2020. Oltre al campionato, il Maiorca partecipa, come tutte le compagini della Liga, alla coppa nazionale.
La stagione dei maiorchini è caratterizzata da un andamento sinusoidale e altalenante: ad una squadra capace di tenere testa e addirittura vincere contro formazioni di vertice quali Atlético Madrid e Athletic Bilbao fa da contraltare una versione surclassata e spenta, capace di incassare ben sei reti in due occasioni (contro Real Madrid e Granada); ciononostante, la compagine insulare, arrivata a fine stagione, riesce a salvarsi da una nuova retrocessione piazzandosi sedicesima.
Per quanto concerne la Coppa del Re, il percorso, anche se arrestatosi ai quarti di finale, può comunque essere definito soddisfacente.

## Maglie e sponsor
| Casa | Trasferta | Terza maglia |

Sponsor ufficiale: Agel

Fornitore tecnico: Nike

## Rosa
In corsivo i calciatori ceduti durante la stagione 
| N. |                           | Ruolo | Calciatore              |
| -- | ------------------------- | ----- | ----------------------- |
| 1  | Spagna (bandiera)         | P     | Manolo Reina (capitano) |
| 2  | Spagna (bandiera)         | D     | Joan Sastre             |
| 2  | Uruguay (bandiera)        | D     | Giovanni González       |
| 3  | Spagna (bandiera)         | D     | Brian Oliván            |
| 4  | Spagna (bandiera)         | C     | Iñigo Ruiz de Galarreta |
| 5  | Argentina (bandiera)      | D     | Franco Russo            |
| 6  | Spagna (bandiera)         | C     | Aleix Febas             |
| 6  | Francia (bandiera)        | C     | Clément Grenier         |
| 7  | Spagna (bandiera)         | A     | Jordi Mboula            |
| 7  | Kosovo (bandiera)         | A     | Vedat Muriqi            |
| 8  | Spagna (bandiera)         | C     | Salva Sevilla           |
| 9  | Spagna (bandiera)         | A     | Abdón Prats             |
| 10 | Spagna (bandiera)         | C     | Antonio Sánchez         |
| 11 | Costa d'Avorio (bandiera) | A     | Lago Júnior             |
| 11 | Stati Uniti (bandiera)    | A     | Matthew Hoppe           |
| 12 | Ghana (bandiera)          | C     | Iddrisu Baba            |
| 13 | Slovacchia (bandiera)     | P     | Dominik Greif           |

| N. |                          | Ruolo | Calciatore        |
| -- | ------------------------ | ----- | ----------------- |
| 14 | Spagna (bandiera)        | C     | Dani Rodríguez    |
| 15 | Spagna (bandiera)        | D     | Pablo Maffeo      |
| 16 | Argentina (bandiera)     | C     | Rodrigo Battaglia |
| 17 | Giappone (bandiera)      | A     | Takefusa Kubo     |
| 18 | Spagna (bandiera)        | D     | Jaume Costa       |
| 19 | Corea del Sud (bandiera) | C     | Lee Kang-in       |
| 20 | Serbia (bandiera)        | D     | Aleksandar Sedlar |
| 21 | Spagna (bandiera)        | D     | Antonio Raíllo    |
| 22 | Spagna (bandiera)        | A     | Ángel Rodríguez   |
| 23 | Senegal (bandiera)       | A     | Amath Ndiaye      |
| 24 | Slovacchia (bandiera)    | D     | Martin Valjent    |
| 25 | Spagna (bandiera)        | P     | Sergio Rico       |
| 26 | Spagna (bandiera)        | A     | Fer Niño          |
| 29 | Spagna (bandiera)        | D     | Josep Gayá        |
| 31 | Spagna (bandiera)        | P     | Leo Román         |
| 34 | Spagna (bandiera)        | A     | Javier Llabrés    |

## Risultati

### Primera División
Le date relative agli incontri del calendario ufficiale di campionato sono state decise e comunicate il 30 giugno 2021.

#### Girone di andata
| Arbitro: | Mateu Lahoz |

|            |           |                  |
| Oliván 25’ | Marcatori | 59’ (aut.) Reina |

| Arbitro: | Muñiz Ruiz |

|  |           |          |
|  | Marcatori | 80’ Niño |

| Arbitro: | Díaz de Mera Escuderos |

|               |           |  |
| Rodríguez 27’ | Marcatori |  |

| Arbitro: | Figueroa Vázquez |

|                            |           |  |
| Vivian 68’ I. Williams 74’ | Marcatori |  |

| Palma 19 settembre 2021, ore 14:00 CEST 5ª giornata | Maiorca          | 0 – 0 referto | Villarreal | Son Moix (9 168 spett.)\| Arbitro: \| del Cerro Grande \| |
| Arbitro:                                            | del Cerro Grande |               |            |                                                           |

| Arbitro: | Alberola Rojas |

|                                                |           |         |
| Benzema 3’, 78’ Asensio 24’, 29’, 55’ Isco 84’ | Marcatori | 25’ Lee |

| Arbitro: | Ortiz Arias |

|                          |           |                                      |
| Rodríguez 11’ Niño 45+4’ | Marcatori | 9’ José Ángel 58’ Pérez 88’ Martínez |

| Arbitro: | Muñiz Ruiz |

|          |           |  |
| Baba 74’ | Marcatori |  |

| Arbitro: | González Fuertes |

|            |           |  |
| Lobete 90’ | Marcatori |  |

| Arbitro: | del Cerro Grande |

|                         |           |                               |
| Guedes 90+3’ Gayà 90+8’ | Marcatori | 32’ Ángel 38’ (aut.) Diakhaby |

| Arbitro: | Jaime Latre |

|             |           |            |
| Sánchez 22’ | Marcatori | 73’ Lamela |

| Arbitro: | Pizarro Gómez |

|                      |           |          |
| Negredo 90+3’ (rig.) | Marcatori | 29’ Baba |

| Arbitro: | Melero López |

|                                 |           |               |
| Sevilla 72’ (rig.) Maffeo 90+5’ | Marcatori | 68’, 75’ Boyé |

| Arbitro: | Figueroa Vázquez |

|                                              |           |           |
| Guardiola 16’ Á. García 20’ Trejo 63’ (rig.) | Marcatori | 89’ Abdón |

| Palma 27 novembre 2021, ore 18:30 CET 15ª giornata | Maiorca     | 0 – 0 referto | Getafe | Son Moix (8 635 spett.)\| Arbitro: \| Jaime Latre \| |
| Arbitro:                                           | Jaime Latre |               |        |                                                      |

| Arbitro: | Martínez Munuera |

|           |           |                      |
| Cunha 68’ | Marcatori | 80’ Russo 90+1’ Kubo |

| Palma 10 dicembre 2021, ore 21:00 CET 17ª giornata | Maiorca                | 0 – 0 referto | Celta Vigo | Son Moix (10 655 spett.)\| Arbitro: \| Díaz de Mera Escuderos \| |
| Arbitro:                                           | Díaz de Mera Escuderos |               |            |                                                                  |

| Arbitro: | Muñiz Ruiz |

|                                      |           |               |
| Molina 20’, 61’, 90+1’ Puertas 90+6’ | Marcatori | 24’ Rodríguez |

| Arbitro: | Mateu Lahoz |

|  |           |                |
|  | Marcatori | 44’ L. de Jong |

| Arbitro: | Figueroa Vázquez |

|                           |           |  |
| Soldado 47’ Morales 90+7’ | Marcatori |  |

| Arbitro: | Ortiz Arias |

|                                                  |           |  |
| Russo 12’ (aut.) Trigueros 34’ Parejo 87’ (rig.) | Marcatori |  |

| Arbitro: | del Cerro Grande |

|                                      |           |            |
| Sevilla 20’ (rig.) Muriqi 66’ (rig.) | Marcatori | 8’ Alcaraz |

| Arbitro: | Díaz de Mera Escuderos |

|                                               |           |                             |
| Sevilla 22’ (rig.) Ángel 30’ Simón 88’ (aut.) | Marcatori | 59’ R. García 61’ Berenguer |

| Arbitro: | Soto Grado |

|                               |           |            |
| Moreno 25’ W. José 83’ (rig.) | Marcatori | 75’ Muriqi |

| Arbitro: | Figueroa Vázquez |

|  |           |            |
|  | Marcatori | 4’ Gabriel |

| Arbitro: | Melero López |

|  |           |                      |
|  | Marcatori | 35’ Silva 62’ Merino |

| Arbitro: | Ortiz Arias |

|                                                 |           |                                                  |
| Galhardo 13’ Suárez 25’ Aspas 61’, 90+7’ (rig.) | Marcatori | 17’ González 49’ (aut.) Aidoo 87’ (rig.) Sevilla |

| Arbitro: | Sánchez Martínez |

|  |           |                                          |
|  | Marcatori | 55’ Vinícius Jr. 77’ (rig.), 82’ Benzema |

| Arbitro: | Muñiz Ruiz |

|              |           |  |
| De Tomás 42’ | Marcatori |  |

| Arbitro: | Mateu Lahoz |

|             |           |  |
| Mayoral 82’ | Marcatori |  |

| Arbitro: | Martínez Munuera |

|                   |           |  |
| Muriqi 68’ (rig.) | Marcatori |  |

| Arbitro: | Sánchez Martínez |

|                                     |           |  |
| Mojica 42’ Bigas 58’ Lee 81’ (aut.) | Marcatori |  |

| Arbitro: | Soto Grado |

|                        |           |                   |
| Abdón 11’ Muriqi 45+4’ | Marcatori | 73’ (aut.) Raíllo |

| Arbitro: | González Fuertes |

|                        |           |            |
| Depay 25’ Busquets 54’ | Marcatori | 79’ Raíllo |

| Arbitro: | de Burgos Bengoetxea |

|                        |           |                                                              |
| Sevilla 28’ Raíllo 58’ | Marcatori | 6’ Suárez 46’ Escudero 55’ Puertas 69’, 90’ Molina 78’ Uzuni |

| Siviglia 11 maggio 2022, ore 20:30 CEST 36ª giornata | Siviglia            | 0 – 0 referto | Maiorca | Sánchez-Pizjuán (33 242 spett.)\| Arbitro: \| Hernández Hernández \| |
| Arbitro:                                             | Hernández Hernández |               |         |                                                                      |

| Arbitro: | Munuera Montero |

|                        |           |          |
| Muriqi 13’ Abdón 90+2’ | Marcatori | 60’ Ciss |

| Arbitro: | Soto Grado |

|  |           |                       |
|  | Marcatori | 47’ Ángel 83’ Grenier |

### Coppa di Spagna
| Arbitro: | Alberola Rojas |

|  |           |                   |
|  | Marcatori | 94’, 105+3’ Ángel |

| Arbitro: | de Burgos Bengoetxea |

|  |           |                                                           |
|  | Marcatori | 50’, 62’ Sedlar 55’ Mboula 74’ Gayá 78’ Llabrés 87’ Ángel |

| Arbitro: | Ortiz Arias |

|            |           |                    |
| Blanco 45’ | Marcatori | 68’ Gayá 82’ Ángel |

| Arbitro: | Jaime Latre |

|                    |           |           |
| Kubo 32’ Abdón 60’ | Marcatori | 62’ Puado |

| Arbitro: | Soto Grado |

|                  |           |  |
| Trejo 44’ (rig.) | Marcatori |  |